# Плівка 110 типу

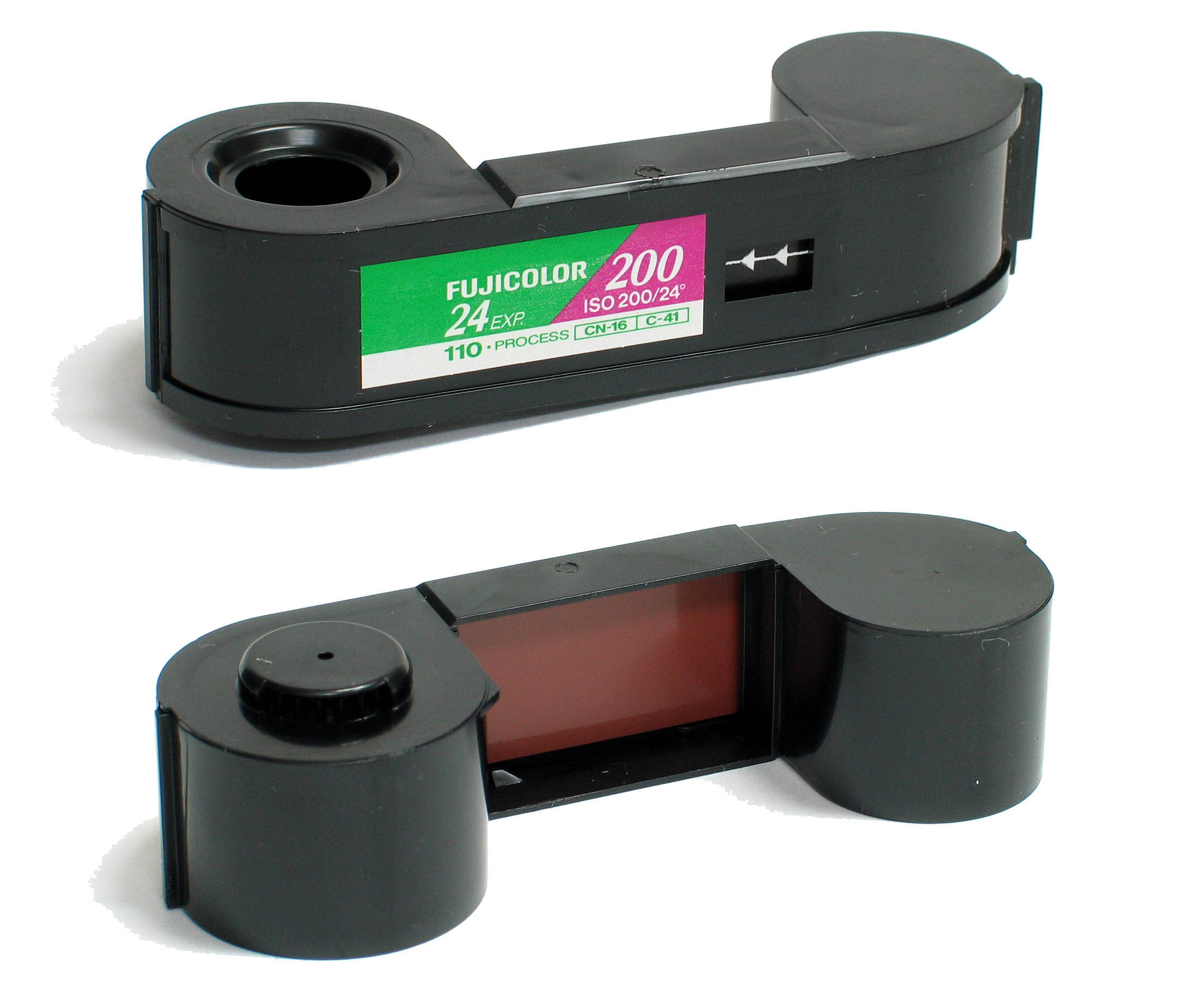
110 плівковий картридж

110 тип - це формат плівки на основі картриджів, який використовується у фотозйомці . Він був представлений компанією Kodak у 1972 році. 110 – це, по суті, мініатюрна версія попереднього формату плівки Kodak 126 типу. Кожен кадр має параметри 13 на 17 мм, з одним реєстраційним отвором . Картриджі на 12, 20 або 24 кадри доступні для купівлі в Інтернеті. Варіації виробництва іноді дозволяли додаткове зображення.
Плівка повністю розміщена в пластиковому картриджі, який «видає» та «приймає» плівку під час її просування. Внизу знаходиться цілісна підкладка, а номер рамки видно через віконце в задній частині картриджа. Зручність картриджу полягає у тому що після закінчення плівки її не потрібно замотувати назад, що значнно спрощує  завантаження та вивантаження у фотоапарат. 
На відміну від пізніших конкуруючих форматів, таких як диск і плівка APS, оброблені 110 негативів повертаються у вигляді смуг без оригінального картриджа.

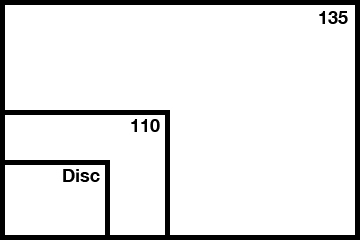
Порівняння розмірів зображення форматів Disc, 110 і 135.